# 音乐会 (电视剧)
《音乐会》由李印根据根据朱秀海的同名小说改编，由文淇、张磊领衔主演的电视剧，该作品主要讲述朝鲜革命家的遗孤和中国共产党一起反抗侵略，终于成为一名合格的战士的故事。

## 演员表
- 张磊 饰 秋雨豪
- 文淇、斯琴高娃 饰 金英子
- 王佳宁[4] 饰 中井弘一
- 刘丛丹 饰 一阵风
- 邵桐 饰 汪大海
- 白雪云 饰 汪玉珠（秋雨豪的妻子，后在战争中死去）
- 李印 饰 李杰林
- 杭程宇 饰 金英男（金英子的弟弟）
- 李乃文 饰 朴哲雄（金燕子的父亲）
- 赵子琪 饰 金顺姬（金英子的母亲）
- 孙宁 饰 赵芙明（秋雨豪曾经的恋人）

## 相關連結
- 豆瓣链接 （页面存档备份，存于）
- 演员轶事 （页面存档备份，存于）
- 预告片参展四川国际电视节 （页面存档备份，存于）